# Reial Força Aèria Canadenca
La Reial Força Aèria Canadenca (en idioma anglès: Royal Canadian Air Force, abreujat com RCAF; en idioma francès: Aviation royale du Canada, abreujada com ARC) és la força aèria del Canadà, des de 1968 fins a 2011 la RCAF desaparegué, quan les tres banques de les forces armades canadenques es van fusionar en les Forces Canadenques (Canadian Forces o Forces canadiennes), el 2011 el govern canadenc decidí restaurar la denominació “Reial” a la Força Aèria

## Història

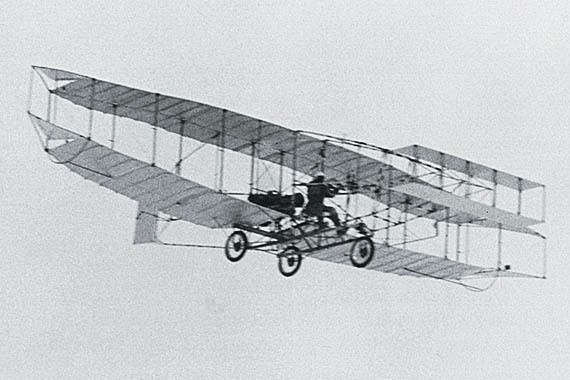
El primer avió que va volar sobre el Canadà, l'AEA Silver Dart.

El 4 d'agost de 1914 el Canadà entrà en els combats de la Primera Guerra Mundial per la declaració de guerra de la Gran Bretanya. El Ministre de Milícia i Defensa del Canadà, Sam Hughes, organitzà la Canadian Expeditionary Force, CEF, i va preguntar si Londres necessitava aviadors.

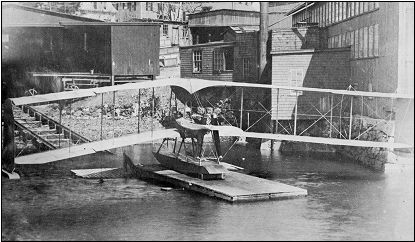
El Burgess-Dunne va ser la primera aeronau militar del Canadà.

Hughes autoritzà creació d'una petita unitat d'aviació per complementar la CEF a Gran Bretanya i van ser formats el 16 de setembre de 1914, els Canadian Air Corps.
Acabada la guerra, l'1 d'abril de 1924, es va crear la Royal Canadian Air Force, RCAF per actuar contra el contraban, vigilar eventuals incendis forestals i extingir-los, i fins i tot la fotografia aèria i l'agrimensura.

### Segona Guerra Mundial

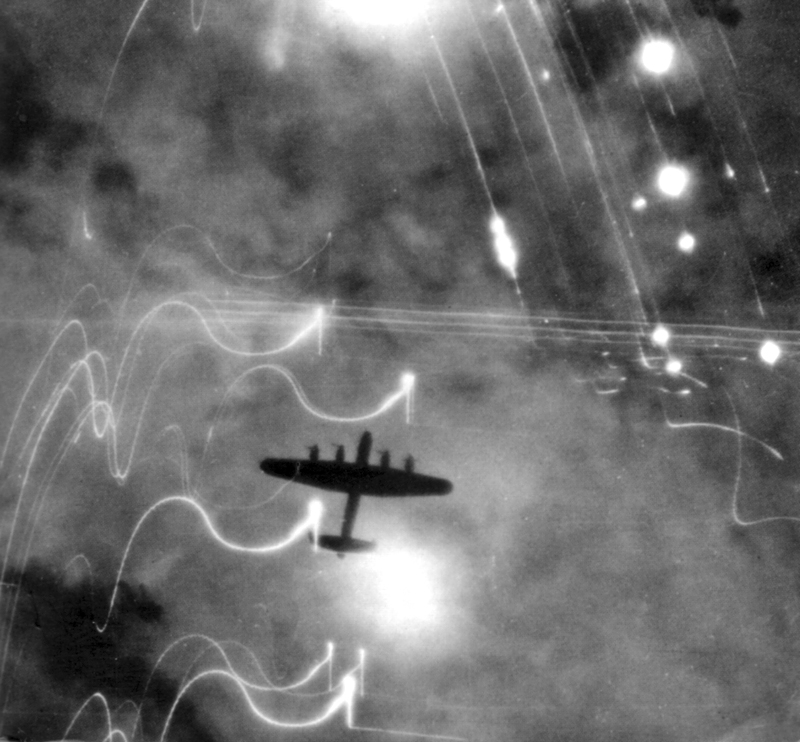
Bombarders Lancaster sobre Hamburg.

La RCAF començà la guerra amb només 29 caces i bombarders en la línia de guerra, però quan aquesta va finalitzar, la RCAF va ser la quarta força aèria aliada.
Posteriorment, a la Guerra de Corea i amb la Guerra Freda, la RCAF va arribar a tenir 51.000 efectius,amb un pic de 41 esquadrons.

### Unificació
El 1964 el govern canadenc va fusionar la RCAF amb la Marina Reial Canadenca i l'Exèrcit Canadenc per a formar les unificades Forces Canadenques. L'1 de febrer de 1968 la unificació es va completar i la RCAF deixà d'existir.

### Restitució de la RCAF
El 16 d'agost de 2011 el ministre de Defensa Peter Mackay, indicà que el seu govern va corregir un “error històric”, al restaurar la denominació “Reial” en la Força Aèria i l'Armada.

### Operació MOBILE
El 18 de març de 2011 el govern canadenc autoritzà desplegar 6 avions de combat CF-18 Hornet per a complir amb la resolució 1973 del Consell de Seguretat de les Nacions Unides contra Gaddafi.